# Aramides calopterus
Il rallo alirosse o rallo boschereccio alirosse (Aramides calopterus P. L. Sclater e Salvin, 1878) è un uccello della famiglia dei Rallidi originario delle regioni occidentali dell'Amazzonia.

## Descrizione
Il rallo alirosse misura circa 35 cm di lunghezza. Il piumaggio è verde oliva sulle regioni superiori e grigio su quelle inferiori. Presenta una larga striscia castana che dai lati della testa scende lungo il collo fino alle copritrici e alle remiganti primarie, che sono dello stesso colore. Le regioni posteriori sono nere. Il becco è verde chiaro, e le zampe rosso corallo.

## Distribuzione e habitat
Il rallo alirosse vive nell'Ecuador orientale, nel Perù nord-orientale (Loreto) e nelle regioni sud-occidentali dell'Amazzonia brasiliana (bacino superiore dei fiumi Juruá e Urucu).
Popola le rive dei fiumi della foresta pluviale.

## Biologia
È una specie poco conosciuta, apparentemente rara e localizzata. Stranamente, per essere una specie del genere Aramides, è piuttosto silenzioso, o forse il suo richiamo non è stato ancora correttamente identificato.